# Салбиев, Аким Алимбекович
Аки́м Алимбе́кович Салби́ев (род. 15 мая 1962, Эльхотово, Северо-Осетинская АССР) — советский и российский кинорежиссёр, кинодокументалист, актёр, продюсер, сценарист, певец. Заслуженный деятель искусств РФ (2006).
Народный артист Республики Северная Осетия-Алания (1995). Народный артист Республики Южная Осетия (2004) Лауреат Государственной премии имени Коста Хетагурова (Северная Осетия)от 7декабря 2021

## Биография
Родился 15 мая 1962 года в селе Эльхотово Северо-Осетинской АССР.
В 1979 году закончил Эльхотовскую среднюю общеобразовательную школу № 2. Трудовую деятельность начал на Северо-Осетинской студии телевидения в качестве помощника режиссёра, ассистента режиссёра, второго режиссёра на художественных и документальных фильмах «По следам Карабаира», «Кольцо старого шейха», «Мурад Кажлаев. Ритмы и годы». Одновременно вёл молодёжные программы на студии телевидения.
В 1981 году поступил в Северо-Осетинский государственный университет им. Коста Хетагурова на филологический факультет.
В 1982—1987 обучался во ВГИКе на режиссёрском факультете (мастерская профессора, народного артиста СССР С. А. Герасимова). За эти годы снял несколько короткометражных художественных фильмов: «Обида» (по рассказу В. Шукшина), «В купе», «Нет аэропорта» (в двух последних выступил и как автор сценариев). В 1988 году прошёл стажировку на киностудии «Мосфильм» (руководитель стажировки Н. С. Михалков).
В 1989 году был приглашён на Центральное Телевидение, в студию художественных фильмов «Экран» для постановки своего первого художественного фильма «Короткая игра» по сценарию Алексея Тимма. В дебютном фильме снимались народные артисты СССР М. А. Глузский и З. М. Шарко, народные артисты России А. Е. Ливанов и Э. Е. Марцевич, В. В. Глаголева и Ю. В. Шлыков.
В 1991 году снял фильм «Между воскресеньем и субботой», в котором исполнил одну из главных ролей.
С 1992 по 1997 год работал ведущим комментатором, режиссёром-постановщиком, руководителем и автором проектов «Звёздная гостиная Акима Салбиева» и «Ночное рандеву» на телерадиокомпании «Возрождение XXI век». В эти годы снял цикл документальных фильмов для Первого канала: «Сергей Бондарчук. Последнее интервью», «Ален Делон — кинозвезда», «Жан-Поль Бельмондо. Баловень судьбы», «Хулио Иглесиас в России», «Майкл Джексон в Москве» и другие.
В 1995 году был удостоен звания народного артиста Республики Северная Осетия — Алания за цикл фильмов о выдающихся людях — выходцах из Осетии.
С ноября 1997 года - продюсер, режиссёр-постановщик, руководитель спецпроектов, художественный руководитель Государственного музея А. С. Пушкина.
С 2000 года - президент Фонда поддержки и развития российского кино «Киноакадемия».

## Награды
В 2004 году за книгу «Небесные племена» удостоен премии «Лучшее перо России». В том же году совместно с Анастасией Минцковской записал музыкальный альбом «Город для двоих» (в содружестве с композитором Анатолием Зубковым и поэтессой Риммой Казаковой), а также получил звание народного артиста Республики Южная Осетия.
Указом Президента РФ был удостоен звания заслуженного деятеля искусств Российской Федерации (2006). Член Союза кинематографистов и Союза журналистов России.
Автор и режиссёр-постановщик юбилеев «Москва-850», «70 лет Великой Победы», Фестивалей «Кавказ — наш общий дом» и «Мир — Кавказу!».
Указом Главы Республики Северная Осетия — Алания от 24 марта 2015 года награждён медалью «Во Славу Осетии».
23 апреля 2015 года награждён памятной медалью «Патриот России».
6 июня 2016 года награждён памятной медалью «300 лет Михаилу Васильевичу Ломоносову».
7 ноября 2017 года награждён памятной медалью "100 лет Великой Октябрьской социалистической революции".
22 сентября 2020 года награждён памятной юбилейной медалью "100 лет ВГИК".
14 июля 2021 года присвоено звание Академика Международной Академии развития литературы и искусства.
26 августа 2021 года награждён орденом «За вклад в духовно-нравственное воспитание человека» Международной Академией наук экологии и безопасности жизнедеятельности.
Указом Главы Республики Южная Осетия от 23 мая 2022 года награждён Орденом Почёта.
7 декабря 2021 года Лауреат Государственной премии имени Коста Хетагурова (Северная Осетия)

## Фильмография
- Короткая игра (1990)
- Между воскресеньем и субботой (1991)
- Майкл Джексон в Москве (1993)
- Я свободен, я ничей (1994)
- Не просто Мария (1994)
- Сергей Бондарчук. Последнее интервью (1994)
- Хулио Иглесиас в России (1995)
- Ален Делон. Кинозвезда (1995)
- Жан-Поль Бельмондо. Баловень судьбы (1996)
- Жил — был Мэйсон (1997)
- Васо Абаев. Ровесник века (1998)
- Англия. Лондон. Токати (2001)
- Сыщики. Гончие по кровавому следу (2001)
- Дзерасса Туганова (2002)
- Ищу невесту без приданого (ТВ) (2003)
- Фатима Салказанова. Возвращение (2004)
- Светлана Адырхаева (2005)
- Вероника Дударова (2006)
- Тамара Макарова. Свет немеркнущей звезды (2007)
- Одиннадцать писем к Богу (2008)
- Осенний детектив (2008)
- Август. Цхинвал (2009)
- Майкл Джексон в Москве. Послесловие (2009)
- Папины дочки (2009)
- Георгий Семёнов. Знак вечности (2010)
- Леонид Рошаль. Без лишних слов (2011)
- Согласие (Concordia) (2012)
- Партия для чемпионки (2013)
- Пасечник (2013)
- Казбек Геккиев. Сердце, оставленное в горах (2013)
- Я чувствую (2014)
- Пасечник 2 (2015)
- Тайны Российской дипломатии (2015)
- Давид-Сослан и Саладин (2016)
- Людмила Алексеева. По старшинству мысли (2018)
- Людмила Алексеева. Без купюр (2018)
- Темур-Алсак (2019)
- Вдохновенные (2019)
- Владимир Туганов. Остаться независимым (2020)
- Кулагин и партнеры (2021)
- Музыка Гоа. Анатолий Зубков (2023)
- Тамара Лисициан. Непобеждённая. (2023)

## Дискография
- Я забуду тебя (1995)
- Маленькая зима (1997)
- Переведи часы назад (2000)
- Город для двоих (2004, CD Land, Номер по каталогу: CDLR 0441 CD)
- Наваждение (2009)

## Театральные постановки
Северо-Осетинский государственный академический театр им. В. Тхапсаева г. Владикавказ
- Соло для часов с боем (Башня надежды) (2014)